# Lepidodermella minor chaetifer
Lepidodermella minor chaetifer is een buikharige uit de familie Chaetonotidae. Het dier komt uit het geslacht Lepidodermella. Lepidodermella minor chaetifer werd in 1991 voor het eerst wetenschappelijk beschreven door Kisielewski. 